# Список правителей Канульского царства
Ниже приведён список правителей древнего майяского царства Кануль, со столицами в Цибанче и Калакмуле.
Первым известным правителем был Сиях-Чан-Балам, правивший в V веке, а последним — Ах-Ток, правивший в начале X века.

## Список
Персиковым фоном выделены цари, не принадлежащие к правящей династии.

### Змеиная династия
На керамических сосудах из окрестностей Накбе есть противоречивые списки канульских владык (в наибольшем — 19 имён), однако, отождествить указанных в них лиц с историческими персонажами и восстановить хронологию событий не представляется возможным.
| Имя                  | Имя на русском (дословный перевод) | Начало правления | Конец правления | Комментарии                                                            | Примечания |
| -------------------- | ---------------------------------- | ---------------- | --------------- | ---------------------------------------------------------------------- | ---------- |
| Сиях-Чан-Балам       | —                                  | V век            | V век           | Первый известный правитель Канульского царства, со столицей в Цибанче. |            |
| Юкном-Чен I          | —                                  | ок. 484          | ок. 520         |                                                                        |            |
| Тун-Каб-Хиш          | «Каменная рука ягуара»             | ок. 520          | ок. 546         | Он был сыном Юкном-Чена I.                                             |            |
| Как-Ти-Чич-Ах-Мокиль | «Огненно-кровавый рот ...»         | 30 октября 551   | ок. 561         | Возможно его отцом был Юкном-Чен I.                                    |            |
| Ут-Чаналь            | «Небесный свидетель»               | ок. 561          | 572             | 1 мая 562 года он победил Мутуль.                                      |            |
| Яш-Йопаат            | —                                  | 572              | 579             | Его отцом был Ут-Чаналь.                                               |            |
| Укай-Кан             | «Песнь/Свиток змеи»                | 2 сентября 579   | 611             | Он был отцом следующих четырёх правителей Кануля.                      |            |
| Юкном-Ти-Чан         | —                                  | >619>            | >619>           |                                                                        |            |
| Тахом-Укаб-Как       | «? огненная рука»                  | 22 марта 622     | 1 октября 630   | Во время его правления Саальское царство разорвало союз с Канулем.     | [ 1 ]      |
| Юкном                | —                                  | 630              | предп. 636      | Во время его правления столицей Кануля стал Калакмуль.                 |            |
| Юкном-Чен II         | —                                  | 28 апреля 636    | 680-е           | Во время его правления Кануль достиг своего расцвета.                  |            |
| Юкном-Йичак-Как      | «? огненный коготь»                | 3 апреля 686     | позже 696       | В 695 году он потерпел поражение от Мутуля.                            |            |
| Чохот                | —                                  | ноябрь 695       | ноябрь 695      |                                                                        |            |
| Юкном-Ток-Кавиль     | —                                  | до 702           | после 731       | Его отцом был Юкном-Йичак-Как                                          |            |
| Вамав-Кавиль         | —                                  | VIII век         | VIII век        |                                                                        |            |

### Династия Летучей мыши
После 731 года «эмблемный иероглиф» Кануля перестал использоваться. На стеле 59, установленной Мо-Кавилем используется «эмблемный иероглиф» с головой летучей мыши. Симон Мартин предположил, что Змеиная династия была изгнана или уничтожена, а её место в Калакмуле заняла династия с «эмблемным иероглифом» летучей мыши (династия Летучей мыши).
| Имя            | Имя на русском (дословный перевод) | Начало правления | Конец правления | Комментарии                | Примечания |
| -------------- | ---------------------------------- | ---------------- | --------------- | -------------------------- | ---------- |
| Мо-Кавиль      | —                                  | >741>            | >741>           | Первый правитель династии. | [ 2 ]      |
| Яш-Чит-Нах-Кан | —                                  | уп. 751          | уп. 751         |                            |            |
| Болон-Кавиль   | «9 Кавилей»                        | >771>            | >771>           |                            |            |

### Поздние цари
| Имя     | Имя на русском (дословный перевод) | Начало правления | Конец правления | Комментарии | Примечания |
| ------- | ---------------------------------- | ---------------- | --------------- | ----------- | ---------- |
| Чан-Пет | —                                  | >849>            | >849>           |             |            |
| Ах-Ток  | «Он кремень»                       | >909>            | >909>           |             |            |